# Levan Khabeichvili
 (décembre 2023).
Si vous disposez d'ouvrages ou d'articles de référence ou si vous connaissez des sites web de qualité traitant du thème abordé ici, merci de compléter l'article en donnant les références utiles à sa vérifiabilité et en les liant à la section « Notes et références ».
Levan Khabeichvili (né le 7 mai 1987) est un homme politique géorgien et ancien membre du conseil municipal de Tbilissi. Membre du Mouvement national uni. Membre du Parlement de Géorgie.
En 2012-2013, il a travaillé comme spécialiste en chef de l'administration du président Mikheil Saakachvili, en 2013-2014, il a occupé le poste de chef adjoint du service municipal des services sociaux et de la culture de la mairie de Tbilissi. En 2017, il a été élu membre du conseil municipal de Tbilissi.
Lors des élections législatives de 2020, il était le candidat commun de certains partis d'opposition de la circonscription de Samgori. Il a recueilli 39,14 % des voix (27 506) et est arrivé au deuxième tour. Il a refusé de se présenter au second tour et d'entrer au parlement sur une liste de parti (entièrement avec l'opposition, invoquant une fraude électorale). Officiellement, il est membre du Parlement de Géorgie de la 10e convocation depuis 2020, selon la liste du parti, le bloc électoral : « Mouvement national uni — Opposition unie La force est dans l'unité ». 

## Jeunesse et éducation
Levan Khabeishvili est né le 7 mai 1987. À l’âge de 20 ans, il est entré dans l’administration publique et a été nommé chef du département des affaires de la jeunesse du district d’Isani-Samgori à Tbilissi, à l’époque sous le contrôle solide du Mouvement national uni. En 2010, il est diplômé en gestion d’entreprise de l’Académie mineure des sciences de Géorgie. 

## Début de carrière
En 2010, Levan Khabeishvili est devient membre du Service de surveillance sportive de la ville de Tbilissi. Puis, en 2012, il est devient membre du personnel de l’administration du président Mikheïl Saakachvili, ce qui témoigne d’une augmentation significative de son statut politique. Après le départ de Saakachvili en 2013, il a été nommé chef adjoint du service social et culturel de la ville de Tbilissi par le maire de Gigi Ugulava. 
Lors des élections municipales de 2014, Khabeishvili a été désigné par l’UNM comme candidat dans le district de Samgori de l’Assemblée municipale, bien qu’il ait perdu face à Ia Makasarashvili de GD après avoir reçu 33,8 % des voix.  Cette année-là, la défaite finale de l’UNM a conduit Khabeishvili à quitter le secteur public pour rejoindre l’activisme politique. Il a régulièrement fait des déclarations controversées contre le gouvernement dirigé par le Rêve géorgien, étant souvent accusé de promouvoir des « théories du complot infondées » ou des idéaux populistes, notamment en alléguant que la banque Cartu avait été créée par le Premier ministre Bidzina Ivanishvili pour blanchir de l’argent à la démission du conseil économique du gouvernement pour ne pas avoir réussi à lutter contre la pauvreté dans le pays ett qualifiant de forme de corruption la distribution de 4 745 GEL de primes aux membres du Conseil supérieur de la justice. 
Il a brièvement quitté l’UNM en 2016 pour rejoindre New Georgia, un nouveau parti politique fondé par l’ancien responsable de l’UNM et vice-ministre de la Justice, Giorgi Vashadze. Lorsque la Nouvelle-Géorgie a rejoint le bloc électoral de l’État pour le peuple dirigé par la chanteuse d’opéra Paata Burchuladze, Khabeishvili a été placé en 10e position sur la liste électorale du SfP et a été le candidat du bloc pour le district parlementaire majoritaire de Samgori, face à 13 autres candidats, dont l’animateur de télévision Giorgi Mosidze (GD) et le membre de l’Assemblée municipale Irakli Nadiradze (UNM).  termine en troisième position avec 7,7 %. 